# Апала
Апала (англ. Apala) или акпала (англ. Akpala) — жанр африканской популярной музыки, произошедший от традиционной музыки мусульманской части народа Йоруба в Нигерии. Он базируется на звучании перкуссионных инструментов и вокала, полностью исключая какие-либо западные инструменты, придерживаясь при этом строгих исламских канонов. Апала, как правило, приводится в качестве основного предшественника более известного жанра фуджи.
Появившись в 1930-х—начале 1940-х, жанр расцвёл в 1960-х, когда исполнители стали записываться в студиях звукозаписи. Музыковед Крист Уотермен предполагает, что афро-кубинские ударные оказали определённое влияние на звучание апалы, но это не касается ритма и музыкальной формы. В 1960-х наибольшую известность приобрели два исполнителя Аруна Исола и Айинла Омовура оба скончались в 1970-х. В 2003 году на национальную музыкальную сцену Нигерии ворвался сын Аруны Муселиу Исола.